# Jaroslau II de Kiev

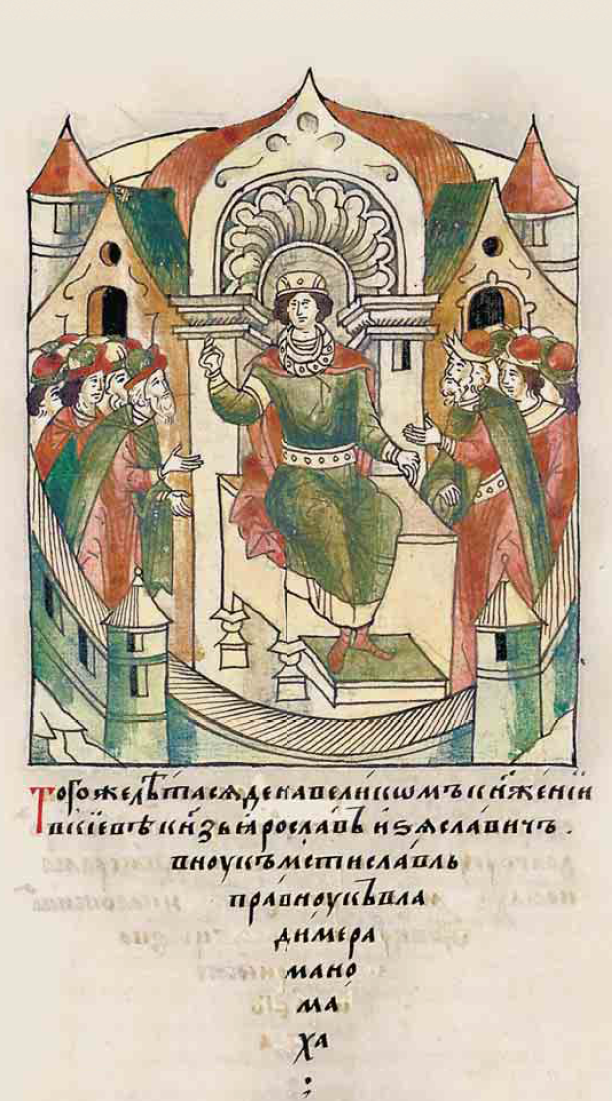
No trono Jaroslau II.

Jaroslau II (em russo: Ярослав Изяславич; ? - 1180?), foi príncipe de Turóvia em 1146, de Novogárdia de 1148 a 1153, de Luceória de 1157 a 1180, ano da sua morte e grão-príncipe de Quieve de 1174 a 1175 ou 1180. Era filho de Iziaslau II.